# Wurzbach
Wurzbach é uma cidade da Alemanha localizada no distrito de Saale-Orla, estado da Turíngia.

## Demografia
Evolução da população (a partir de 1994, em 31 de dezembro de cada ano):
| - 1833: 1454 - 1994: 2461 - 1995: 2406 - 1996: 2378 | - 1997: 2338 - 1998: 2275 - 1999: 4079 - 2000: 4039 | - 2001: 4008 - 2002: 3953 - 2003: 3909 - 2004: 3871 | - 2005: 3798 - 2006: 3673 - 2007: 3612 - 2008: 3515 |

 Fonte a partir de 1994: Thüringer Landesamt für Statistik